# Moräne

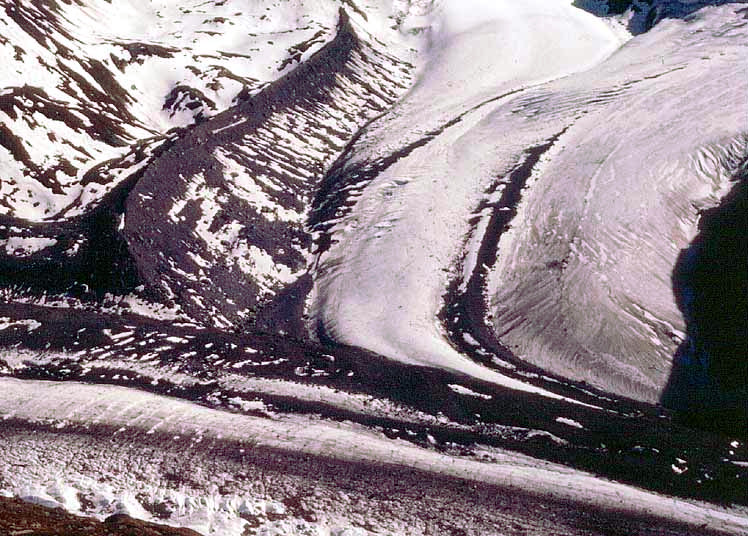
Seitenmoräne eines Gletschers bei Zermatt, Schweiz

Moränen (französisch moraine ‚Geröll‘) sind die Gesamtheit des von einem Gletscher transportierten Materials, im Speziellen die Schuttablagerungen, die von Gletschern bei ihrer Bewegung mitbewegt oder aufgehäuft werden, sowie die im Gelände erkennbaren Formationen.

## Wortherkunft
Der Begriff Moräne ist als eine Bezeichnung für Gletschergeröll und Gletscherschutt aus dem französischen Wort moraine entlehnt, dessen Ursprung unklar ist. Beispielsweise wurde das Wort von der Bevölkerung aus dem Gebiet von Chamonix verwendet, die damit die Schuttwälle bezeichneten, die die Gletscher angehäuft hatten. In der wissenschaftlichen Literatur findet sich dieser Begriff im Jahr 1799 beim Glaziologen Horace Bénédict de Saussure.

## Arten von Moränen

### Wandermoränen und abgelagerte Moränen

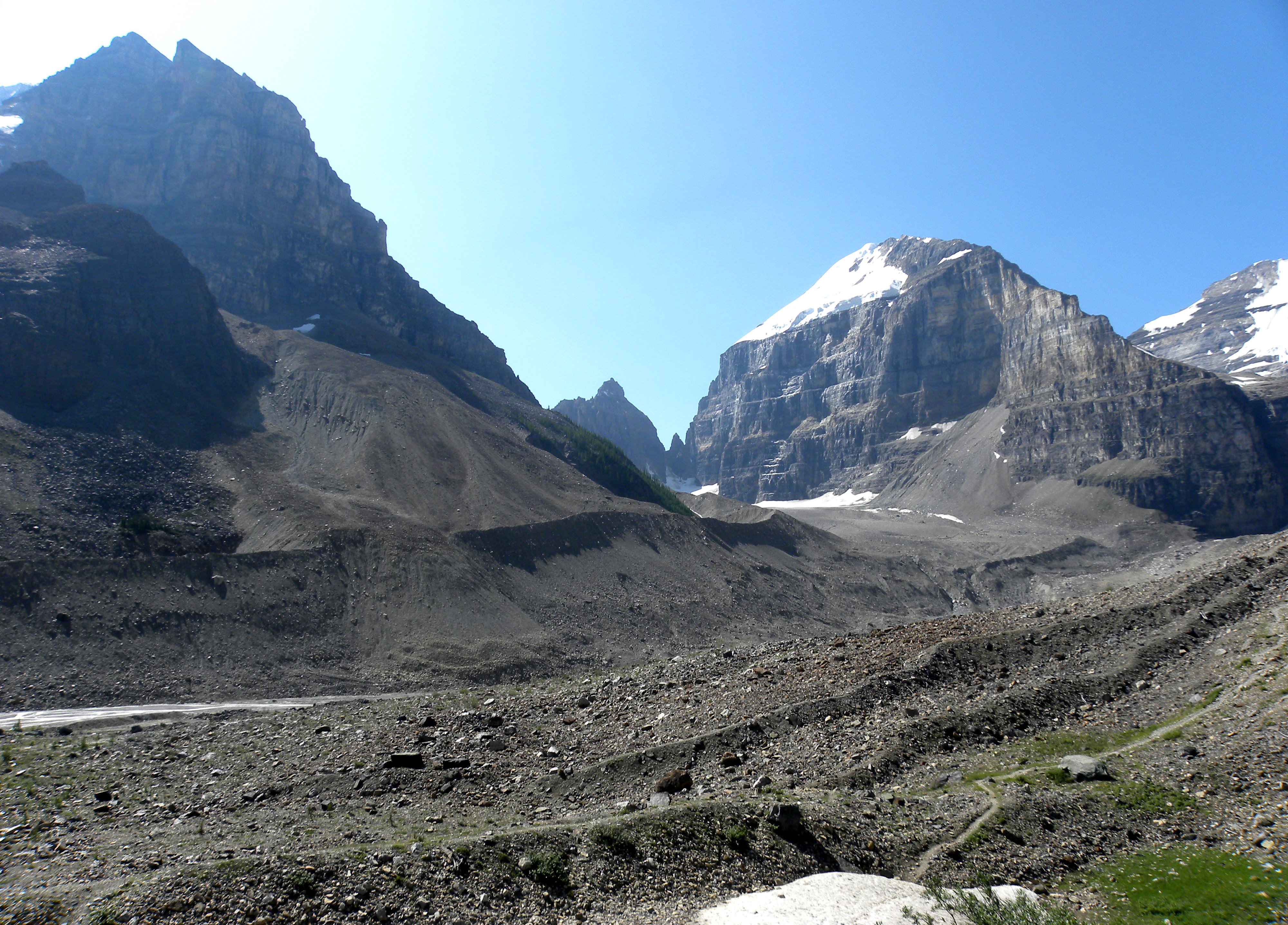
Moränen oberhalb des Lake Louise, Kanada

Wandermoränen sind all jene Moränen, die noch vom Gletscher bewegt werden. Das vom Eis transportierte Gesteinsmaterial wird Geschiebe genannt. Nach dem Ort der Bildung unterscheidet man genauer:
- Obermoränen stammen von dem Material, das von den Felswänden auf den Gletscher stürzt und sich beim Schmelzen des Gletschers ablagert, sie kommen vornehmlich im Zehrgebiet vor.
- Innenmoränen umfassen alles Material, das im Inneren des Gletschers, also intraglazial transportiert wird.
- Untermoränen bilden sich an der Gletscherbasis. Das Material der Untermoräne wird durch die Reibung mit dem Untergrund sehr stark geschliffen und zerkleinert.
- Seitenmoränen bilden sich entlang der Ränder der Gletscherzunge. Ihr Material stammt einerseits von dem seitlich anstehenden Gestein, zum Großteil aber aus ehemaligen Untermoränen, die an die Seiten des Gletschers geführt worden sind.
- Mittelmoränen entstehen aus den Seitenmoränen zweier Gletscher, wenn diese zusammenfließen (Konfluenz) und sich vereinen.

Abgelagerte Moränen sind Moränen, die nach der Ablagerung nicht mehr bewegt wurden:
- Ablationsmoränen bestehen aus dem Material von Ober- und Innenmoränen. Sie bleiben zurück, wenn das Eis des Gletschers abgeschmolzen ist.[3]
- Grundmoränen bestehen aus dem Material von Unter- und Innenmoränen.
- Ufermoränen sind die abgelagerte Entsprechung von Seitenmoränen.[4]
- Endmoränen bilden sich als Schuttanhäufung am Gletscherende, wenn sich die Gletscherstirn für längere Zeit nicht bewegt.[4] An ihnen kann man besonders gut die größte Ausdehnung des Gletschers erkennen.
  - Satzendmoränen entstehen durch Abschmelzen der Gletscher über einen längeren Zeitraum an einer Stelle, wobei sich größere Wälle bilden, die nach dem kompletten Abschmelzen des Eises als landschaftsprägendes Element zurückbleiben.
  - Fließendmoränen sind ein Folgeprodukt von Satzendmoränen, wenn sie durch Zusammenstürzen oder Herunterrollen von Gesteinsmaterial ihre Form verändern, sprich „wegfließen“.
  - Stauchendmoränen kennzeichnen eingelagerte Schollen von gletscherüberfahrenem Material (in gefrorenem Zustand), welches in die unbewegte Moräne hineingeschoben und eingebaut wird.
- Sohlmoränen entstehen, wenn aus Lockergestein bestehender Untergrund in die Gletscherbewegung einbezogen wird. Dabei werden die oberen Dezimeter bis 2 m Untergrund abgeschert und umgelagert, sodass der untere Bereich der neu entstehenden Moräne dem unterlagernden Gestein in Korngrößenverteilung und Lithologie ähnelt, der Schichtverband jedoch stark gestört ist.[5]
- Drumlins sind längliche, längs der Bewegungsrichtung des Gletschers verlaufende Hügel. Sie bestehen größtenteils aus abgelagertem Moränenmaterial, vor allem der Grundmoräne.

In der Fachliteratur ist es in den letzten Jahren üblich geworden, den Begriff Moräne nur noch auf das aktuell bewegte Material im Gletschereis und die Reliefformen, die unter dem und um das Gletschereis entstehen, zu beziehen. Die Ablagerungen (Sediment) hingegen werden als Geschiebemergel (oder auch Till) bezeichnet.

### Jungmoränen und Altmoränen
Nach der Entstehungszeit werden Jungmoränen (Weichseleiszeit, Würmeiszeit) von Altmoränen (aus den vorherigen Eiszeiten) unterschieden.

## Zusammensetzung
Der Begriff Moräne umfasst alle Schuttmassen, die durch das Eis mitgeführt und abgelagert wurden. Moränen bestehen dabei aus Material verschiedener Körnungsgröße, vom Ton über Sand bis zu größeren Gesteinsblöcken. Das Material ist jedoch durchmischt und weist in der Regel keine Sortierung oder Schichtung nach der Größe auf.
Auch finden sich End- und Grundmoräne als Sohl-, Zwischen- oder Deckschicht gemischt sowie Altgestein. Ufermoränen, das sind bereits abgelagerte Seitenmoränen, können ebenfalls durchaus eine unsaubere Schichtung aufweisen.

## Alpinistische Bedeutung
Da Moränen aus losem zusammengebackenen Sand und Gestein bestehen, sind die steilen Flanken oft steinschlaggefährdet. Sie werden zweckmäßigerweise meist oben am Moränenkamm begangen. Bei Übergängen oder beim Absteigen von einer Moräne auf den Gletscher sollte man sorgfältig die ungefährlichste Stelle aussuchen und sich an Steigspuren halten, falls solche zu erkennen sind.
Moränen können aber auch als wertvolle Orientierungshilfe in einem sonst wenig Anhaltspunkte bietenden strukturlosen Gelände dienen.